# Тбіліські події (1956)

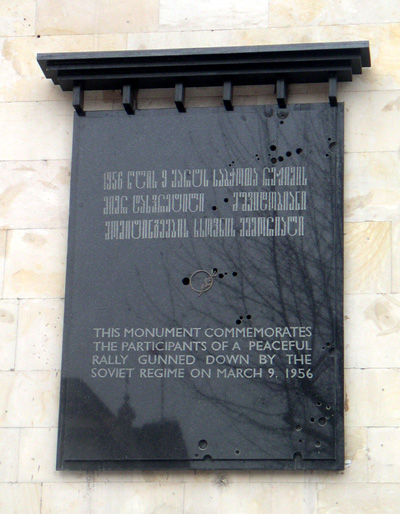
Пам'ятна дошка

Тбіліські події 1956 року — масові мітинги й демонстрації в Тбілісі в березні 1956 року, спричинені виступом М. С. Хрущова на XX з'їзді КПРС із доповіддю, що викривала культ І. В. Сталіна. При придушенні виступів були вбиті.
4 березня біля пам'ятника Сталіну в Тбілісі почав збиратися народ. Грузинський комуніст Н. І. Парастішвілі забрався на постамент монумента, відпив із пляшки вино і, розбивши її, вимовив: «Нехай так само загинуть вороги Сталіна, як ця пляшка!».
5 березня, у річницю смерті І. В. Сталіна, на вулиці й площі Тбілісі з портретами Сталіна та гаслами «Не допустимо критики Сталіна» вийшли студенти й робітники. Демонстрація пройшла по проспекту Руставелі. Демонстранти вимагали у перехожих знімати шапки, а у водіїв — давати гудки.
8 березня на центральній площі міста — площі Леніна, яка раніше носила ім'я Сталіна, — була влаштована грандіозна вистава. На площі по колу роз'їжджала чорна відкрита машина «ЗіС», у якій сиділи актори, вбрані під Леніна та Сталіна. Цього ж дня мітингувальники висунули вимоги до влади:
- 9 березня оголосити неробочим днем жалоби.
- У всіх місцевих газетах помістити статті, присвячені життю Сталіна.
- У кінотеатрах демонструвати фільми «Падіння Берліна» і «Незабутній 1919 рік» Михайла Чіаурелі.
- Запросити на мітинг в Тбілісі маршала КНР Чжу Де.

Увечері 9 березня на мітинг у Тбілісі на вантажівках із Горі приїхало близько 2000 осіб. Демонстранти вимагали відставки Хрущова і формування нового уряду. Були також заклики до виходу Грузії з СРСР.
9 березня в місто були введені війська. Уночі 10 березня, бажаючи відправити телеграму до Москви, натовп направився до Будинку зв'язку, де по ньому був відкритий вогонь. Водночас за допомогою бронетранспортерів і танків були розігнані демонстранти на набережній річки Кури.
У результаті застосування сили, за даними МВС Грузії, було вбито 15 і поранено 54 людини, з яких 7 померло в лікарнях, 200 осіб було заарештовано. За іншими даними, за участь у протестах було затримано 375 осіб (серед них було 34 члени КПРС і 165 комсомольців). 39 з них було засуджено.